# Hubal
Hubal (in arabo هُبَل‎?) era l'idolo venerato in età preislamica a La Mecca nel santuario urbano della Kaʿba dove vi furono presenti centinaia di idoli diversi.
Secondo la tradizione, riportata in età islamica da Ibn al-Kalbī nel suo Kitāb al-aṣnām (Libro degli idoli), l'idolo sarebbe stato portato alla Mecca, forse dalla Mesopotamia, nella prima metà del III secolo d.C. da Qusayy (il costitutore della realtà tribale dei Quraysh), o dalle regioni transgiordaniche da ʿAmr ibn Luḥayy, il mitico organizzatore dei culti idolatrici alla Mecca.
L'aspetto dell'idolo era quello di un vecchio con un arco e una faretra, al cui interno le frecce, senza punte né impennaggi, sarebbero servite al sādin (custode del santuario) per emettere a pagamento vaticini belomantici (istiqsām bi-azlām) su richiesta degli interessati.
L'idolo sarebbe stato di cornalina rossa e si narra che un braccio, il destro, si fosse rotto per essere poi sostituito da un nuovo arto in oro.
Gli Arabi preislamici, come popolo semita, avevano contatti con altre culture semitiche che adoravano Baal. Si ritiene che Hubal e Baal potessero essere la stessa divinità, considerando che in diverse lingue semitiche "Baal" significa "signore" e "Hu" significa "lui".
Le religioni monoteistiche hanno spesso condannato il culto di Baal. Nella Bibbia, nel libro di Geremia 11:13, si afferma: "Poiché tanti sono i tuoi dèi, o Giuda, quante sono le tue città; e quanti sono gli altari che avete eretto alla vergogna, altari per offrire incenso a Baal". Anche nel Corano, nella sura 37:125, si dice: "Invocate voi Baal e abbandonate il Migliore dei creatori?".
Nonostante alcune persone associno il Dio monoteistico a figure come Baal, non ci sono evidenze storiche oltre a teorie ipotizzate.
Quella teologica sostiene invece la somiglianza tra il Dio dei semiti monoteisti. Citando la correlazione tra il nome Elah, usato per Dio nella tradizione ebraica, e Allah, il nome di Dio nella tradizione islamica, indica una possibile continuità. Infatti si ritiene che Ebrei e Arabi discendono entrambi da Abramo, seguendo rispettivamente le linee dei suoi due figli Isacco e Ismaele, e hanno sviluppato tradizioni religiose monoteistiche che affondano le radici nel culto di un unico Dio.
Fuori dall'Arabia meridionale il nome Hubal appare solo una volta in una iscrizione nabatea dove è menzionato assieme a Dushara (ذو الشراة) e Manawatu; quest'ultimo adorato anche alla Mecca con il nome Manāt.
L'ipotesi che nel Dio monoteista sia confluita una precedente divinità fu avanzata da Hugo Winckler nel 1901 e riproposta da Robert Morey nel 1994 in Moon-god in the Archeology of the Middle East, ma scartata da studiosi come Patricia Crone" e Joseph Lumbard, oltre a essere violentemente avversata nel mondo islamico.